# Nikolaus Piper
Nikolaus Piper (Amburgo, 17 giugno 1952 – Kaiserslautern, 15 settembre 2024) è stato un giornalista tedesco.
Lavorò per importanti testate giornalistiche e pubblicò libri di economia che ottennero prestigiosi premi in Germania. Fu redattore delle pagine economiche per la Süddeutsche Zeitung.

## Carriera
Immediatamente dopo la laurea, lavorò dal 1971 al 1973 al Badische Zeitung a Friburgo in Brisgovia, inizialmente con il desiderio di essere critico teatrale.
Successivamente mostrò interessee per l'ambito economico e cominciò gli studi in economia presso l'Università di Friburgo, laureandosi nel 1978. Lavorato poi come locale redattore, come economista editore e nel 1983 come economista corrispondente per l'Associated Premere a Bonn.
Nel 1987 entrò a far parte del giornale settimanale Die Zeit di Amburgo. Là osservò in particolare il crollo economico del sistema sovietico e la ricostruzione dell'economia di mercato nell'Europa orientale.
Dal 1º ottobre 1997 lavorò, tranne che per un breve periodo, per la Süddeutsche Zeitung di Monaco di Baviera, e dal 1º agosto 1999 in qualità di capo dell'economia e successivamente di corrispondente.

## Opere
- Die großen Ökonomen: Leben und Werk der wirtschaftswissenschaftlichen Vordenker, 1994
- Die neuen Ökonomen: Stars, Vordenker und Macher der deutschsprachigen Wirtschaftswissenschaft, 1997
- Felix und das liebe Geld, 1998
- Geschichte der Wirtschaft, 2002
- Willkommen in der Wirklichkeit, 2004

## Opere pubblicate in Italia
- Felix diventa ricco, 2001 (Pubblicato dalla Longanesi & C.)